# Parepisparis dumigani
Parepisparis dumigani är en fjärilsart som beskrevs av Malcolm J. Scoble och Edwards. Parepisparis dumigani ingår i släktet Parepisparis och familjen mätare. Inga underarter finns listade i Catalogue of Life.